# Priveae
Priveae Briq., 1895 è una tribù di piante spermatofite, dicotiledoni appartenenti alla famiglia Verbenaceae.

## Etimologia
Il nome scientifico della tribù deriva dal suo genere tipo Priva Adans., 1763 ed è stato definito dal botanico svizzero, e direttore del "Conservatoire Botanique" a Ginevra, John Isaac Briquet (Ginevra, 13 marzo 1870 – Ginevra, 26 ottobre 1931) nella pubblicazione "Naturlichen Pflanzenfamilien - IV, 3a: 144, 155" del 1895.

## Descrizione

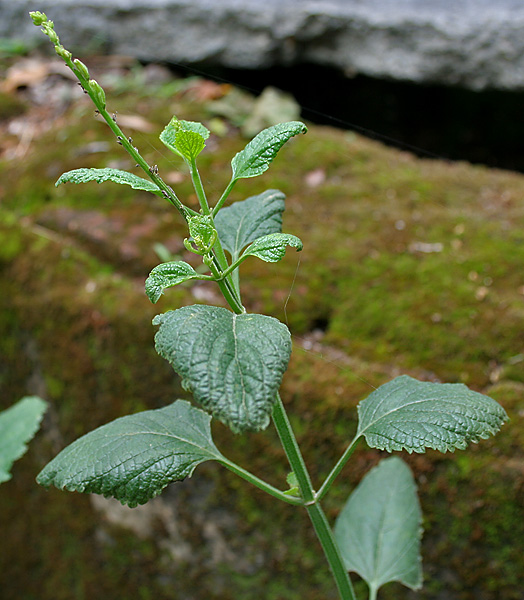
Il portamento
Priva cordifolia

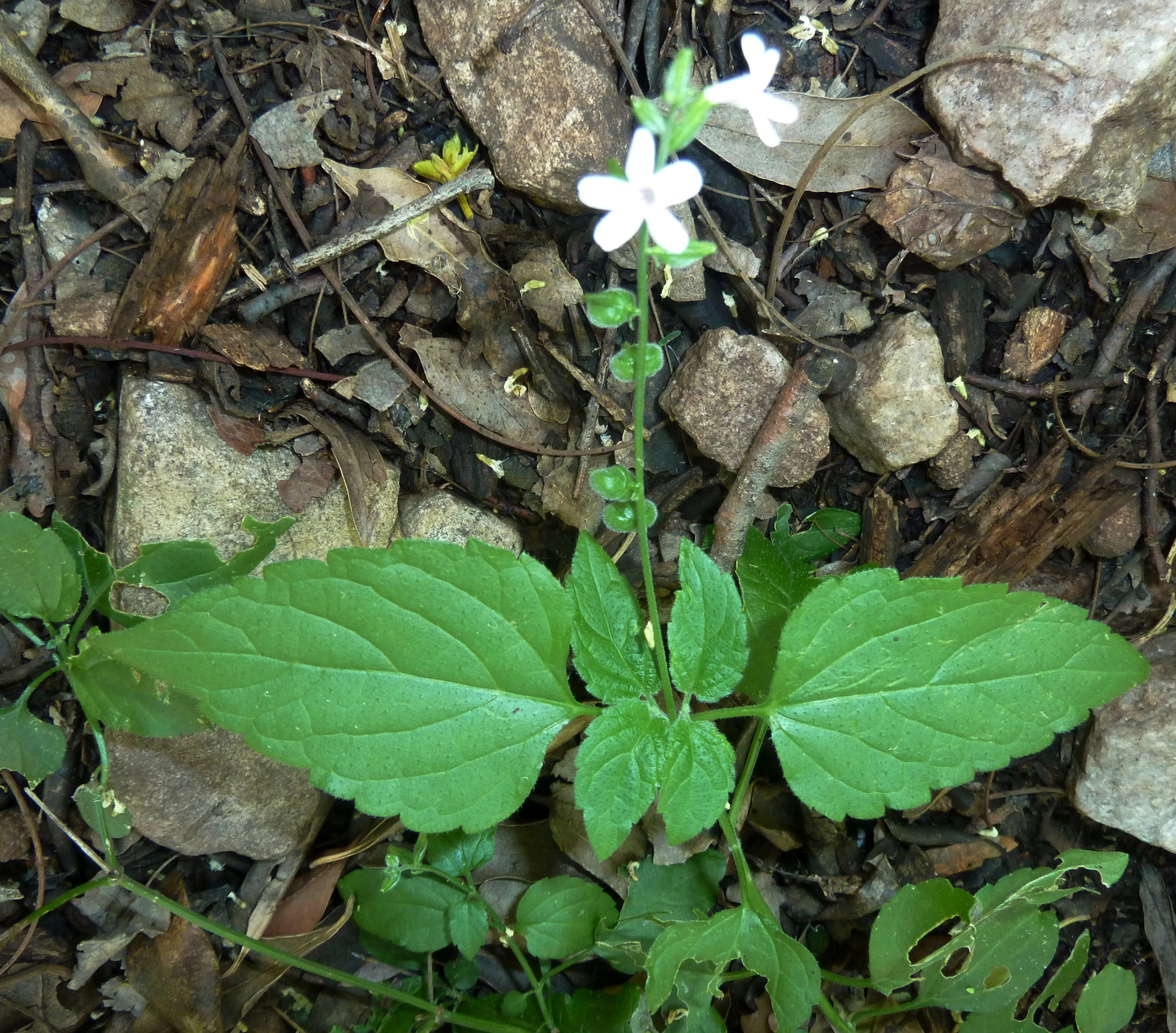
Le foglie
Priva cordifolia

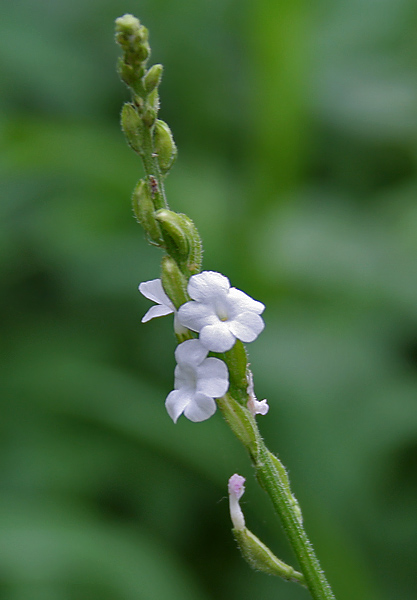
Infiorescenza
Priva cordifolia

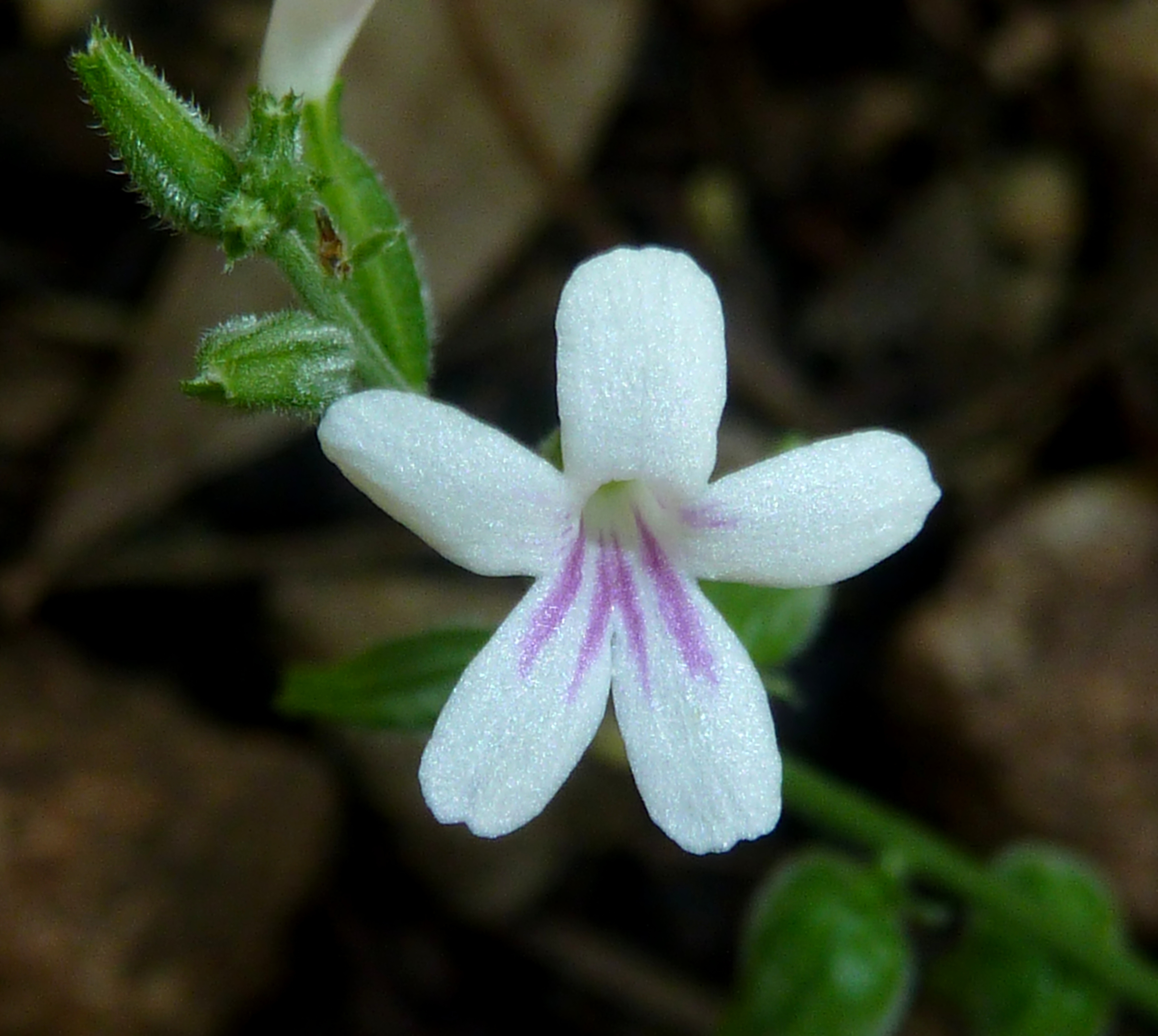
I fiori
Priva cordifolia

- Il portamento delle specie di questa tribù è formato da erbe talvolta legnose alla base. I fusti sono eretti o decombenti. Non sono piante aromatiche. In Pitraea le radici sono lunghe e profonde (radici tuberose). A volte l'indumento è formato da peli uncinati.[3][6][7][8]
- Le foglie lungo il caule hanno normalmente una disposizione opposta (o in alcuni casi subopposta) a 2 a 2, e ogni verticillo fogliare è ruotato di 90° rispetto a quello sottostante. La lamina, lungamente picciolata, ha delle forme ovate con bordi dentati.
- Le infiorescenze, di tipo spicato, lasse ed allungate, sono ascellari o terminali. Sono presenti delle piccole brattee. I fiori sono sessili, subsessili o brevemente pedicellati.
- I fiori, ermafroditi, sono tetraciclici (ossia formati da 4 verticilli: calice– corolla – androceo – gineceo) e pentameri (i verticilli del perianzio hanno più o meno 5 elementi ognuno).

- Formula fiorale. Per la famiglia di queste piante viene indicata la seguente formula fiorale:

X, K (5), [C (2+3), A 2+2 o 2] G (2), (supero), drupa/2 nucule
- Il calice è gamosepalo e più o meno attinomorfo con delle forme da tubolari a campanulate e terminante con 5 lobi. Talvolta è urceolato o ha un indumento formato da peli uncinati. Può essere persistente e a maturità avvolge il frutto.

- La corolla, gamopetala e più o meno zigomorfa, è ipocrateriforme o imbutiforme e termina con 5 lobi patenti. I colori della corolla sono bianco e malva.

- L'androceo è composto da quattro stami, appena sporgenti, subdidinami fertili e adnati più o meno nella metà della corolla (sono epipetali). In Pitraea è presente uno staminoide. Quelli posteriori talvolta hanno filamenti ghiandolosi, e il tessuto connettivo delle antere è allargato e ghiandoloso (a volte inspessito). Le teche sono introrse e divergenti (o subparallele). La deiscenza è longitudinale. Un disco nettarifero è presente attorno all'ovario. La struttura del polline varia notevolmente da genere a genere.

- Priva: i granuli pollinici sono generalmente 3-4-colpoporati; la forma è suboblata (l'asse polare è più corto di quello equatoriale). Le fessure sono larghe con apici affusolati e margini irregolari.
- Pitraea: i granuli pollinici sono generalmente tricolpoporati (raramente 4-colpoporati); la forma varia da suboblata (l'asse polare è più corto di quello equatoriale) a prolata (l'asse polare è più lungo di quello equatoriale).

- Il gineceo è formato da un ovario supero bicarpellare. I carpelli sono biloculari per la presenza di un falso setto mediano. Gli ovuli, quattro in tutto, a placentazione assile, sono subanatropi, fissati nella parte superiore del loculo (il falso setto) in modo pendente (ovuli penduli); inoltre hanno un tegumento e sono tenuinucellati (con la nocella, stadio primordiale dell'ovulo, ridotta a poche cellule). Lo stilo è deciduo o persistente con uno stigma bilobato: il lobo anteriore è grande e stigmatifero, quello posteriore è ridotto. In Pitraea lo stilo è curvo all'apice e lo stigma è laterale e papilloso.

- I frutti sono degli schizocarpi biloculari secchi o carnosi. A maturità si separano in due mericarpi a due semi. Il mericarpo è reticolato (con verruche o spine).

## Riproduzione
- Impollinazione: l'impollinazione avviene tramite insetti (impollinazione entomogama)[13] ma ai tropici anche tramite uccelli quali colibrì (impollinazione ornitogama).
- Riproduzione: la fecondazione avviene fondamentalmente tramite l'impollinazione dei fiori (vedi sopra).
- Dispersione: i semi cadendo (dopo aver eventualmente percorso alcuni metri a causa del vento - dispersione anemocora) a terra sono dispersi soprattutto da insetti tipo formiche (disseminazione mirmecoria). Sono possibili anche dispersioni tramite animali (disseminazione zoocora) in quanto alcuni frutti sono appetibili.[3]

## Distribuzione e habitat
La distribuzione delle specie di questo gruppo è cosmopolita (Asia, Africa e America) con climi subtropicali o tropicali.

## Tassonomia
La famiglia di appartenenza (Verbenaceae), comprendente 34 generi con oltre 1200 specie (secondo altri Autori 36 generi e 1035 specie), è suddivisa in 8 tribù. La distribuzione è praticamente cosmopolita con un habitat che varia da quello tropicale a quello temperato. L'appartenenza della famiglia all'ordine delle Lamiales è consolidata a parte alcune differenze morfologiche quali l'infiorescenza non verticillata (comune nelle altre famiglie dell'ordine) e la posizione dello stilo (terminale e non ginobasico).

### Filogenesi
La tribù Priveae, da un punto di vista filogenetico, occupa una posizione centrale nell'ambito della famiglia. È "gruppo fratello" del nucleo delle Verbenaceae formato dalle tribù Neospartoneae, Lantaneae e Verbeneae. Inoltre Priveae insieme alle tribù Casselieae e Citharexyleae formano un clade ben sostenuto. Rimane invece incerta la relazione tra il gruppo di questa voce è il genere Rhaphuthamnus che per il momento viene considerato "incertae sedis".
Dalle analisi filogenetiche il genere Pitraea risulta nidificato all'interno del genere Priva; quest'ultimo genere quindi potrebbe non essere monofiletico. Questo suggerisce che Pitraea in tempi passati potrebbe essere stato generato all'interno di Priva.
L'abitudine suffrutescente è un tratto sinapomorfico per la tribù Priveae. In seguito, in Pitraea, un successivo passaggio evolutivo ha portato questa specie ad una abitudine erbacea.

### Composizione della tribù
La tribù si compone di 2 generi e 21 specie:
| Genere               | Specie                                        | Distribuzione          |
| -------------------- | --------------------------------------------- | ---------------------- |
| Pitraea Turcz., 1862 | Una specie: Pitraea cuneato-ovata (Cav.) Caro | Sud America            |
| Priva Adans., 1763   | 20                                            | Asia, Africa e America |

Note: il genere Castelia Cav., 1801, a volte incluso in questa tribù, risulta sinonimo di Priva.